# Obârșia de Câmp
Obârșia de Câmp est une commune roumaine du județ de Mehedinți, dans la région historique de l'Olténie et dans la région de développement du Sud-Ouest.

## Géographie
La commune d'Obârșsi de Câmp est située dans le sud-est du județ, dans la plaine d'Olténie (Câmpia Oltenie), à la limite avec le județ de Dolj, à 65 km au sud-est de Drobeta Turnu-Severin, la préfecture du județ. Elle est traversée par la routa national DN56A qui relie Drobeta Turnu-Severin et Calafat (județ de Dolj).
La commune est composée des deux villages suivants (population en 2002) :
- Izimșa (1 238).
- Obârșia de Câmp (972), siège de la municipalité.

## Histoire
La commune a fait partie du royaume de Roumanie dès sa création en 1878.

## Religions
En 2002, 99,90 % de la population étaient de religion orthodoxe.

## Démographie
En 2002, les Roumains représentaient la totalité de la population. La commune comptait 884 ménages et 1 120 logements.
| 1992  | 2002  | 2007  |
| ----- | ----- | ----- |
| 2 445 | 2 210 | 2 020 |

## Économie
L'économie de la commune repose sur l'agriculture (blé, maïs, tournesol, cultures maraîchères, vigne), l'élevage et l'apiculture.

## Lieux et monuments
- Église St Nicolas (1802).

- Château de style néo-classique (1892).